# Carrollwood, Florida
Carrollwood är en ort (CDP) i Hillsborough County, i delstaten Florida, USA. Enligt United States Census Bureau har orten en folkmängd på 33 365 invånare (2010) och en landarea på 23,9 km².